# Terracina
Terracina je město v Itálii. Nachází se na pobřeží Tyrhénského moře 75 km jihovýchodně od Říma a patří k provincii Latina v kraji Lazio. Žije zde přibližně 45 000 obyvatel.
Původními obyvateli byli Volskové, kteří město nazývali Anxur. V roce 329 př. Kr. se stalo římskou kolonií. Městem procházela Via Appia a bylo v antickém období centrem obchodu. Narodil se zde císař Galba. V raném středověku byla založena katedrála, kde byl v roce 1088 zvolen papežem Urban II. V osmnáctém století byla katedrála přestavěna v barokním slohu.
Terracina je populárním přímořským letoviskem s četnými plážemi a zábavními podniky. K turistickým atrakcím patří starověké památky a nedaleký mys Circeo, je také možno podniknout výlet lodí na Pontinské ostrovy.
Patronem města je Svatý Césarius z Terracina.